# 三屯牽引車
三屯牽引車（さんとんけんいんしゃ）は大日本帝国陸軍が初めて自国生産し配備した砲兵トラクターである。五〇馬力牽引自動車とも呼ばれた。

## 概要
用途は十四年式十糎加農砲の牽引である。大正15年（1926年）から昭和6年（1931年）にかけ、合計で35輌が製作された。製造担当は大阪工廠である。自国生産する重車両としては初であり、国産戦車の基礎ともなった。
開発は大正9年（1920年）4月からであり、担当部署は陸軍技術本部である。エンジン設計は大正10年（1921年）11月29日に完成し、大正11年（1922年）1月に全体の設計図が完成したため、大阪工廠で2両が試作に入った。試作車は大正12年（1923年）10月に完成、同月中に試験を実施し、おおむね設計した通りの性能を発揮した。欠点としては履帯の耐久性の不足、横軸装置、測方連動機の修正の必要などである。大正13年（1924年）3月の試験ではエンジン、座席、冷却ファンが改修された。大正14年（1925年）2月に実用試験が行われた。これは東京、埼玉、千葉、茨城、栃木、群馬など関東の府県で1週間に渡って行われ、結果、修正を施したうえで実用に用いられることが認められた。大正14年5月に修正着手、10月に修正図が完成し造兵廠で修正が行われた。大正15年（1926年）3月の大阪における試験で良好な成績を示した。最終的な実用判断は陸軍野戦砲兵学校に委託され、昭和2年（1927年）10月から昭和3年（1928年）3月31日まで実用試験が行われた。
本車は機能的にホルト・トラクターを凌駕しており、より高速で、停車せずとも変速が可能であった。しかし故障が多く、量産配備を見送り、次期牽引車の新規開発へと移行した。20～30 kmの行軍をこなして無事に帰還できるものは中隊4輌のうち2輌程度であり、部隊の中にはホルト五屯牽引車の方が信頼できるという意見があった。故障の例としては、昭和6年（1931年）に市川から東金まで行われた、野戦重砲兵第七連隊の行軍戦闘の検閲において、各中隊のうち2輌から3輌が故障し脱落した。4輌ともそろって到着できたのは1個中隊のみで、講評で高い評価を受けた。こうした車輛に対する故障の疑念から、馬による挽曳か、または機械化のどちらが優れているかという論争が生じた。ただし当時のアジアにおいて、独力で砲兵トラクターを作り上げたのは日本だけであり、装軌式車輛としては初の車輛でもあったことは評価の際に注意するべき点である。

## 構造
本車は前方に機関室を持ち、その後方に運転席を持つ全装軌式の牽引車である。
機関には四屯自動貨車で使用されていた、直列4気筒の水冷ガソリンエンジンを用いた。この機関は毎分1,000回転で50馬力を出力する。気筒径は132 mm、行程154 mm、圧縮比は4.8である。機関は潤滑油として12リットル、冷却水は80リットルを使用した。ラジエーターはシロッコ式のファンで冷却される。燃料の揮発装置にストロンベルグ式の装置を使用した。また吸入空気は空気清浄機で塵埃を除いた。点火装置として高圧磁鉄発電機および蓄電池を使用した。スターターは電気式、または手動である。燃料はメインタンクと予備タンク合わせて180リットルを携行した。クラッチは乾式多板である。変速機は前進4速、後進1速である。
起動輪は後方に位置する。誘導輪は前方に位置し、履帯のテンションを調節するために前後方へ位置を移動できた。転輪は片側6個であり、3個が1組となって緩衝装置に接続された。緩衝は楕円型のバネによる。履帯はこのバネによって地形に追従した。また履帯は上部転輪によって支えられた。砲の牽引装置は車体下部中央に位置した。内部にバネによる緩衝機構を持つ。

## 性能
本車の登坂能力は3分の1（十糎加農砲牽引時）である。回転半径については、単独では信地旋回可能であり、牽引時は4 mで旋回した。最高速度は17 km/hである。各段ごとの速度は以下の通り。
- 1速：2 km/h
- 2速：4 km/h
- 3速：8 km/h
- 4速：14 km/h
- 後進：2 km/h

燃料の毎時消費量は10から12リットル、潤滑油の消費量は0.8から1.1リットルであった。

## 諸元
- 自重：4.27 t
- 全長：3.645 m
- 全幅：1.660 m
- 全高：1.950 m（幌なし）2.510 m（幌展張）
- 履帯接地長：1.51 m
- 履帯幅：0.32 m
- 接地面積：9,664 cm2
- 接地圧：0.44 kg/cm2
- 搭乗人員：8 名